# Хогг, Джордж
Джордж Эйлвин Хогг (англ. George Aylwin Hogg, 1915 — 22 июля 1945) — британский путешественник. Выпускник Оксфорда. Известен тем, что во время японо-китайской войны спас от японских войск около 60 китайских детей-сирот, пройдя с ними примерно 1100 километров по горам.

## Биография
Вырос в Харпендене. Учился в школе Святого Георга. Окончил Уодхэм-колледж при Оксфордском университете со степенью бакалавра искусств. Затем работал журналистом в «Manchester Guardian». В 1937 году Хогг поехал на корабле «Куин Мэри» в США. Там он познакомился с Муриэлем Лестером. Они решили вместе поехать в Японию.
В то время Хогг работал независимым журналистом для «Associated Press». После начала японо-китайской войны, Хогг покинул Японию, чтобы отправиться на территорию Китая, в Шанхай. Там он впервые стал свидетелем зверств, совершавшихся японскими войсками по отношению к гражданскому населению Китая, поэтому он решил не возвращаться в Японию, как планировал изначально. В провинции Шэньси Хогг познакомился с китайским коммунистическим полководцем Не Жунчженем и принимал участие в боевых действиях на стороне китайцев. Джордж Хогг написал об этом времени книгу «Я вижу новый Китай» (I See a New China).
Хогг примкнул к действовавшему в провинции Шэньси движению Гуньхо, основанному новозеландским коммунистом Реви Аллеем. Вместе с Аллеем он основал интернат для 60 сирот, которых затем в 1944—1945 годах спас, вывезя подальше от зоны боевых действий. Четверых из этих детей он усыновил.
В июле 1945 года, играя с ними в баскетбол, Хогг поранил ногу и заразился столбняком, от которого и скончался.

## Память
На основе событий жизни Хогга в 2008 году был снят фильм «Дети Хуанг Ши».